# Crawfordita
La crawfordita és un mineral de la classe dels carbonats. Rep el seu nom en honor de Sir Adair Crawford (1748 - 1795) professor de química a la Reial Acadèmia Militar de Sandhurst, i metge de planta de l'Hospital de Saint Thomas. Va investigar i va fer moltes contribucions a la calorimetria i calors específiques. A més, va ser codescobridor de l'estronci, element present en aquesta espècie mineral.

## Característiques
La crawfordita és un carbonat de fórmula química Na₃Sr(CO₃)(PO₄). Cristal·litza en el sistema monoclínic. Els seus cristalls són anhèdrics i irregulars i mesuren fins a 1 mm. La seva duresa a l'escala de Mohs és 3.
Segons la classificació de Nickel-Strunz, la crawfordita pertany a «05.BF - Carbonats amb anions addicionals, sense H₂O, amb (Cl), SO₄, PO₄, TeO₃» juntament amb els següents minerals: ferrotiquita, manganotiquita, northupita, tiquita, bonshtedtita, bradleyita, sidorenkita, daqingshanita-(Ce), reederita-(Y), mineevita-(Y), brianyoungita, filolitita, leadhil·lita, macphersonita i susannita.

## Formació i jaciments
La crawfordita va ser descoberta a l'esvoranc Koashva, al massís de Khibini situat a la Península de Kola (óblast de Múrmansk, Rússia) en un context d'hidrotermal en pegmatites ultra-agpaïtiques (roca ígnia peralcalinosa, normalment nefelina, sienita o fonolita) en un massís alcalí diferenciat. Es tracta de l'únic indret on ha estat trobada aquesta espècie mineral. Va ser trobada en associació amb els següents minerals: pectolita, astrofil·lita, baritolamprofil·lita, shcherbakovita, vuonnemita, kazakovita, ierxovita, chkalovita, natrita, vil·liaumita, rasvumita, feldespat potàssic, nefelina, sodalita i aegirina.